# Алфред Халиков
Алфред Халиков (рус. Альфред Хасанович Халиков; Курманаево, Татарстан - Русија 30. мај 1929 - 24. јул 1994) је био познати руски археолог и историчар прабугарског рода.

## Биографија
Алфед Халиков је рођен у учитељској породици. По завршетку средње школе 1947. уписује студије Историје на универзитету у Казању. Тамо је под вођтством познатог археолога Н. Ф. Калинина учествовао у ископавању археолошких налазишта. Од 1951. па до завршетка студија, ради на катедри за језике, литературу и историју. 1956. дипломира, а 1966. постаје доктор наука. 1992. бива изабран за редовног професора на Академији наука у Републици Татарстан.
Као археолог радио је на доста археолошких налазишта у Татарстану. Докторску дисертацију, урадио је на тему Волшких Прабугара (Прабугари на локацији реке Волге) и Казахстанском каганату. Истраживао је на пољу етногенезе и проучавао етничку историји народа у средњем веку у рејону реке Волге и Урала. Наслов дисертације је био: Прабугари и угро-фински народи.
Написао је око 500 чланака и 30 књига.